# Bundesautobahn 560

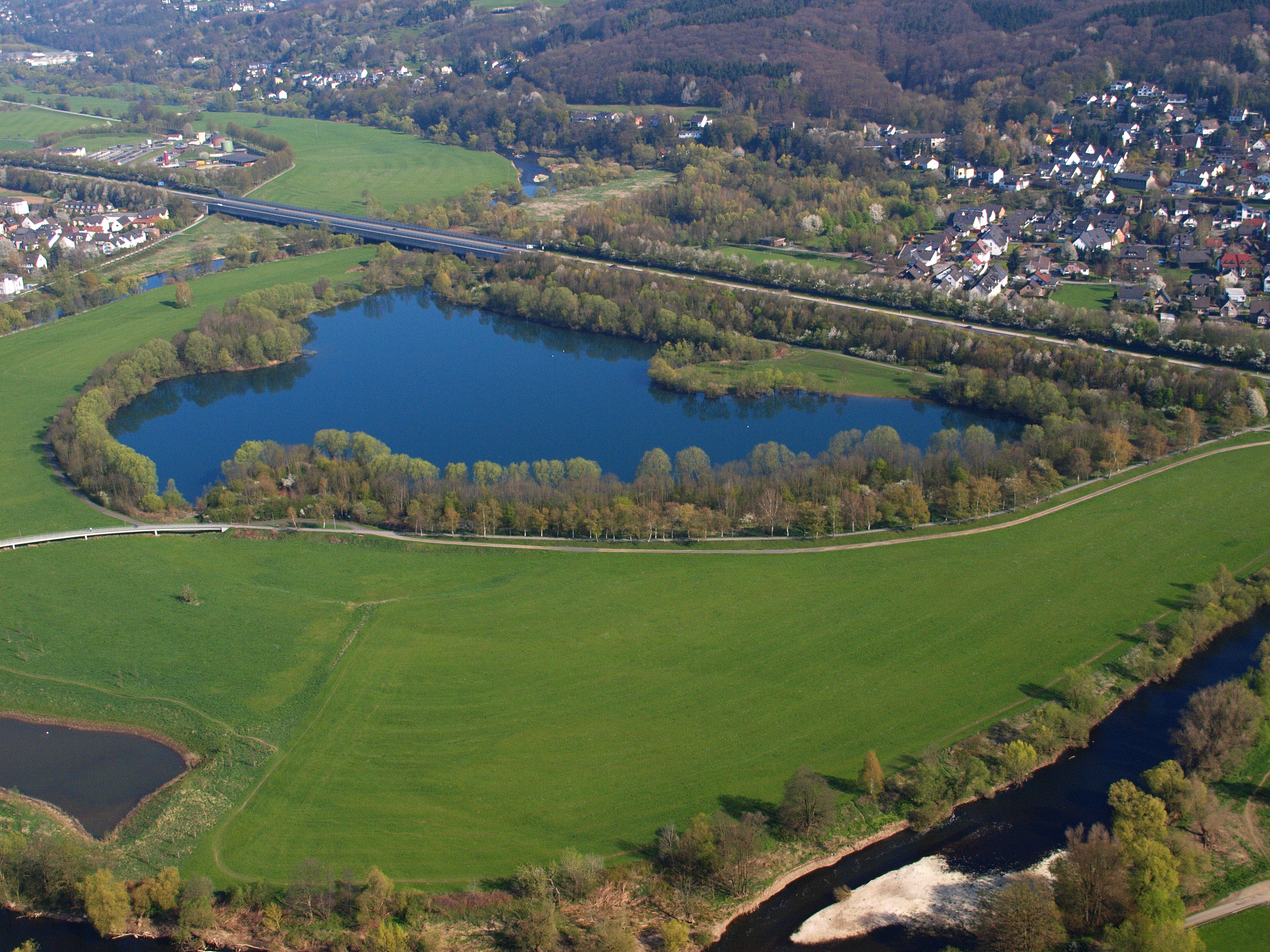
Hennef-Allner, A560, im Vordergrund der Allner See, entstanden durch den Aushub für die Autobahntrasse

Die Bundesautobahn 560 (Abkürzung: BAB 560) – Kurzform: Autobahn 560 (Abkürzung: A 560) – auch „Siegtal-Autobahn“ genannt – führt vom Autobahndreieck Sankt Augustin-West an Siegburg vorbei, kreuzt am Autobahnkreuz Bonn/Siegburg die A 3, führt bis Hennef (Sieg) und mündet dort ungefähr einen Kilometer hinter der Anschlussstelle Hennef (Sieg)-Ost auf die B 8. Der Teil der Autobahn vom Dreieck Sankt Augustin-West bis zum Kreuz Bonn/Siegburg befindet sich auf Gebiet der Stadt Sankt Augustin, der übrige Teil auf Gebiet Hennefs. Das Kreuz Bonn/Siegburg befindet sich zum Großteil auf Sankt Augustiner Gebiet, nur ein kleiner Teil des Kreuzes gehört zu Hennef.

## Baugeschichte
Die ungefähr 13 km lange Strecke wurde in mehreren Bauabschnitten realisiert:
1. Der 2 km lange Abschnitt vom Autobahndreieck Sankt Augustin-West (A 59) bis zur Anschlussstelle Siegburg (damals Anschlussstelle Sankt Augustin-Zentrum genannt, später Sankt Augustin) wurde 1974 dem Verkehr übergeben.
2. Der 3,5 km lange Abschnitt von der Anschlussstelle Siegburg bis nach Niederpleis zum alten Verlauf der L 121 wurde 1981 eröffnet.
3. Das 4 km lange Stück von der Anschlussstelle Hennef (Sieg)-West bis zum endgültigen östlichen Ende der A 560 wurde 1986 dem Verkehr übergeben, so dass die bis dahin fertiggestellten Teile der A 560 eine Lücke von Niederpleis bis Hennef aufwiesen.
4. Der 0,5 km lange Abschnitt vom alten bis zum neuen Verlauf der L 121 (Anschlussstelle Niederpleis) folgte 1987.
5. Das 1 km lange Teilstück von der Anschlussstelle Niederpleis bis zum Autobahnkreuz Bonn/Siegburg (A 3) einschließlich des Kreuzes selber wurden 1988 dem Verkehr übergeben.
6. Der letzte, 2 km lange Abschnitt vom Autobahnkreuz Bonn/Siegburg bis zur Anschlussstelle Hennef (Sieg)-West wurde 1990 eröffnet, womit die Lücke geschlossen wurde.[1]

Der Abschnitt der A 560 in Hennef (Sieg) war ursprünglich Teil der aufgegebenen Planung der A 31 von Emden bis Bad Neuenahr.
Am 30. Oktober 2009 wurden die Namen der beiden Anschlussstellen Nr. 2 und 3 getauscht. Seitdem heißt die Anschlussstelle 2 Siegburg und die Anschlussstelle 3 Sankt Augustin, davor hießen sie umgekehrt.